# Carlos Cat
Carlos Alfredo Cat Vidal (Montevideo, 2 de julio de 1930 - Ib., 28 de marzo de 2006) fue un ingeniero civil y político uruguayo, perteneciente al Partido Nacional.

## Biografía
Graduado como ingeniero en la Universidad de la República, se desempeñó activamente en su profesión durante décadas. 
Su participación en los primeros planos de la vida política comenzó en las elecciones de 1989, en las que fue candidato a la Intendencia Municipal de Montevideo por el sector Herrerismo. Fue derrotado por el candidato del Frente Amplio, Tabaré Vázquez. En marzo de 1990 el nuevo presidente, Luis Alberto Lacalle, lo nombró titular del Ministerio de Trabajo y Seguridad Social. En agosto de 1991 pasó a ser el director de la Oficina de Planeamiento y Presupuesto (OPP) y en 1993 fue designado presidente del Banco de la República Oriental del Uruguay (BROU). 
Durante el período de gobierno de Lacalle, Cat fue también Presidente del Directorio del Partido Nacional. En las elecciones de 1994 fue otra vez candidato a la Intendencia de Montevideo (por primera vez en mucho tiempo, el Partido Nacional concurrió con candidato único), siendo derrotado nuevamente por el candidato frenteamplista de ese momento, el arquitecto Mariano Arana.
En marzo de 2000, el nuevo presidente Jorge Batlle lo designó titular del Ministerio de Vivienda, Ordenamiento Territorial y Medio Ambiente. Ocupó este cargo hasta que renunció al mismo en noviembre de 2002, al disponer el Partido Nacional el retiro de sus ministros del gabinete de Batlle.
Falleció en 2006. Fue sepultado en el Cementerio Central de Montevideo.

## Familia
Casado con Amalia Ruprecht Caprile, tuvo nueve hijos: Amalia, Carlos, Guillermo, Daniela, Juan, César, Angélica, Santiago y Felipe; y 24 nietos.